# Epimydia dialampa
Epimydia dialampa là một loài bướm đêm thuộc phân họ Arctiinae, họ Erebidae.